# Anolis bellipeniculus
Anolis bellipeniculus este o specie de șopârle din genul Anolis, familia Polychrotidae, descrisă de Robert F. Myers și Donnelly 1996. Conform Catalogue of Life specia Anolis bellipeniculus nu are subspecii cunoscute.